# Corades rubeta
Corades rubeta är en fjärilsart som beskrevs av Otto Thieme 1906. Corades rubeta ingår i släktet Corades och familjen praktfjärilar. Inga underarter finns listade i Catalogue of Life.